# Hans Holbein starší
Hans Holbein starší (1460? Augsburg – 1524 Issenheim, Alsasko) byl německý malíř, průkopník a přední osobnost přechodu německého výtvarného umění od gotiky k renesanci. Byl nejstarší z malířské rodiny, k níž patřil i jeho bratr a oba synové. Společně se svým bratrem Sigismundem maloval oltářní a deskové obrazy s náboženskými náměty i portréty ve stylu pozdní gotiky. Tvořil také dřevořezy, ilustroval knihy a navrhoval okna pro kostely. Začínali se u něj učit jeho synové Hans Holbein mladší a Ambrosius Holbein.

## Život

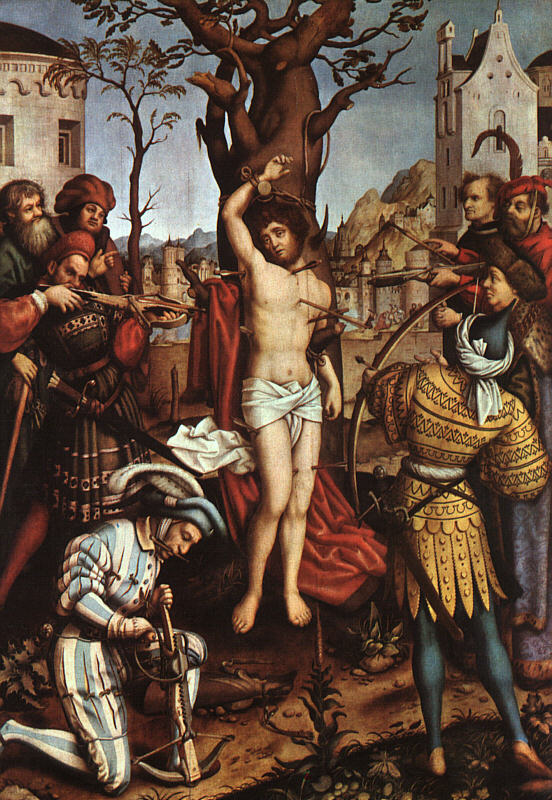
Oltář sv. Šebestiána, 1516, Mnichov

Hans Holbein starší žil a pracoval na konci pozdní gotiky, jeho dílo znamená přechod k renesančnímu malířství v Německu. O jeho mládí toho není příliš známo. Jisté je, že se narodil v bavorském Augsburgu, středisku, umění, kultury a obchodu jako druhý syn zámožného kožešníka Michaela Holbeina. Vyučil se zde malířskému řemeslu, snad v dílně rytce, malíře a tiskaře Martina Schongauera. V mládí hodně cestoval. Pracoval v horním i dolním Porýní, v Kolíně nad Rýnem a snad i v Nizozemsku. Příčinou tohoto cestování mohly být finanční potíže, neboť byl celý život chudý a měl dluhy. Od roku 1493 žil v Augsburgu, kde se zřejmě oženil. Podle některých pramenů si vzal za manželku dceru rytce a malíře Brickmaera von Stettona, s níž měl syny Hanse a Ambrosia. Pracoval však také v Ulmu (1499), ve Frankfurtu nad Mohanem (1501) a v Alsasku.
Roku 1517 opustil Augsburg, když byl prohlášen daňovým dlužníkem. Odjel do alsaského Isenheimu u Colmaru, kde ve stejné době pracoval Matthias Grünewald. Holbein zde našel patrony a dostal zakázku na zhotovení oltáře. Mezitím ho jeho bratr i další věřitelé v Augsburgu obvinili z neplacení dluhů. Hans opustil dílnu i veškeré vybavení a uprchl do Basileje. Zemřel roku 1524 na neznámém místě.

## Dílo
Jeho dílo obsahuje oltářní a náboženské obrazy, portréty a malby na skle. Zachované skicáře dokazují, že byl vynikající kreslíř. Pracoval spolu se svým bratrem, ale v dílně měl vedoucí postavení a všechna díla podepisoval svým jménem.

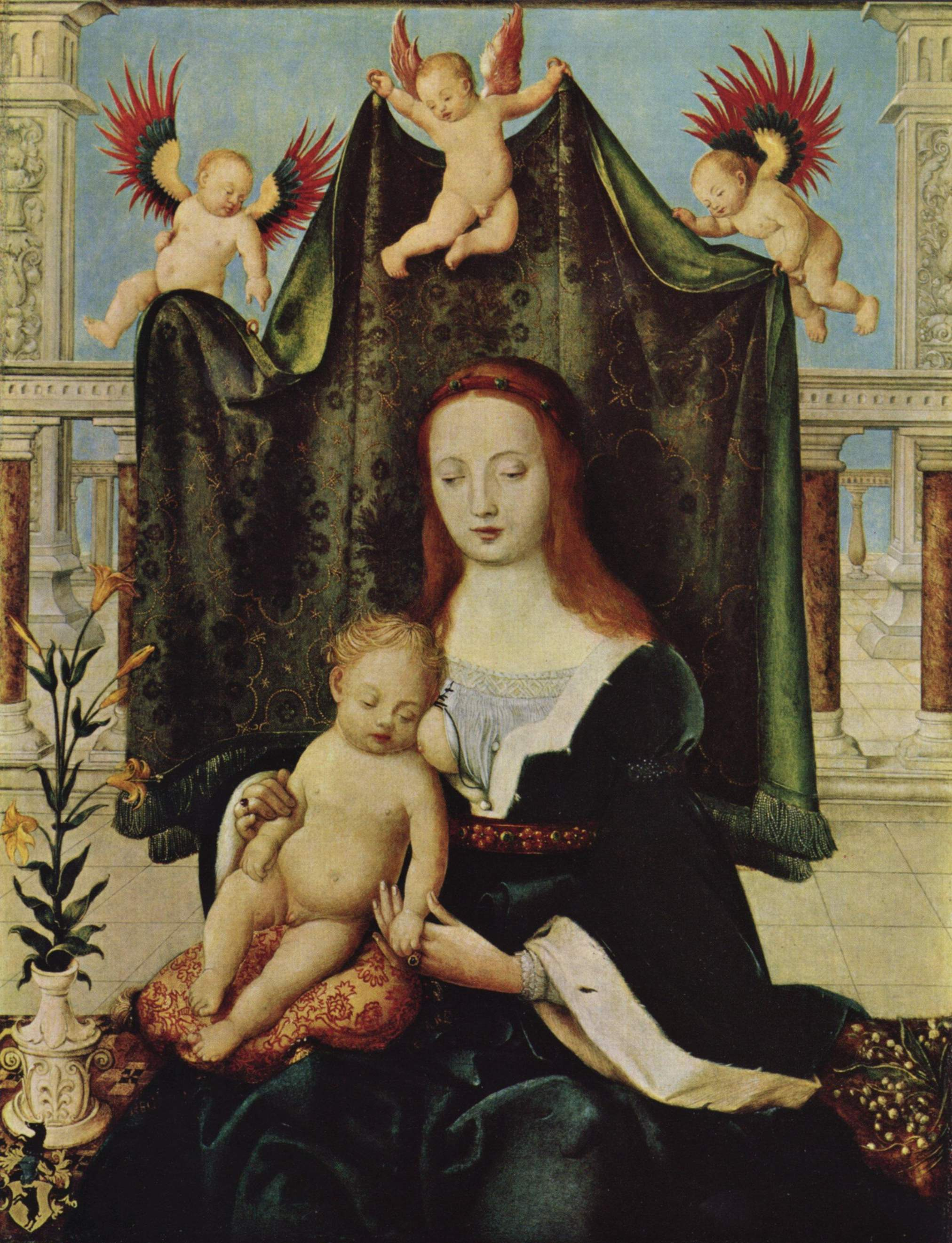
Madona s dítětem, 1492, Mnichov

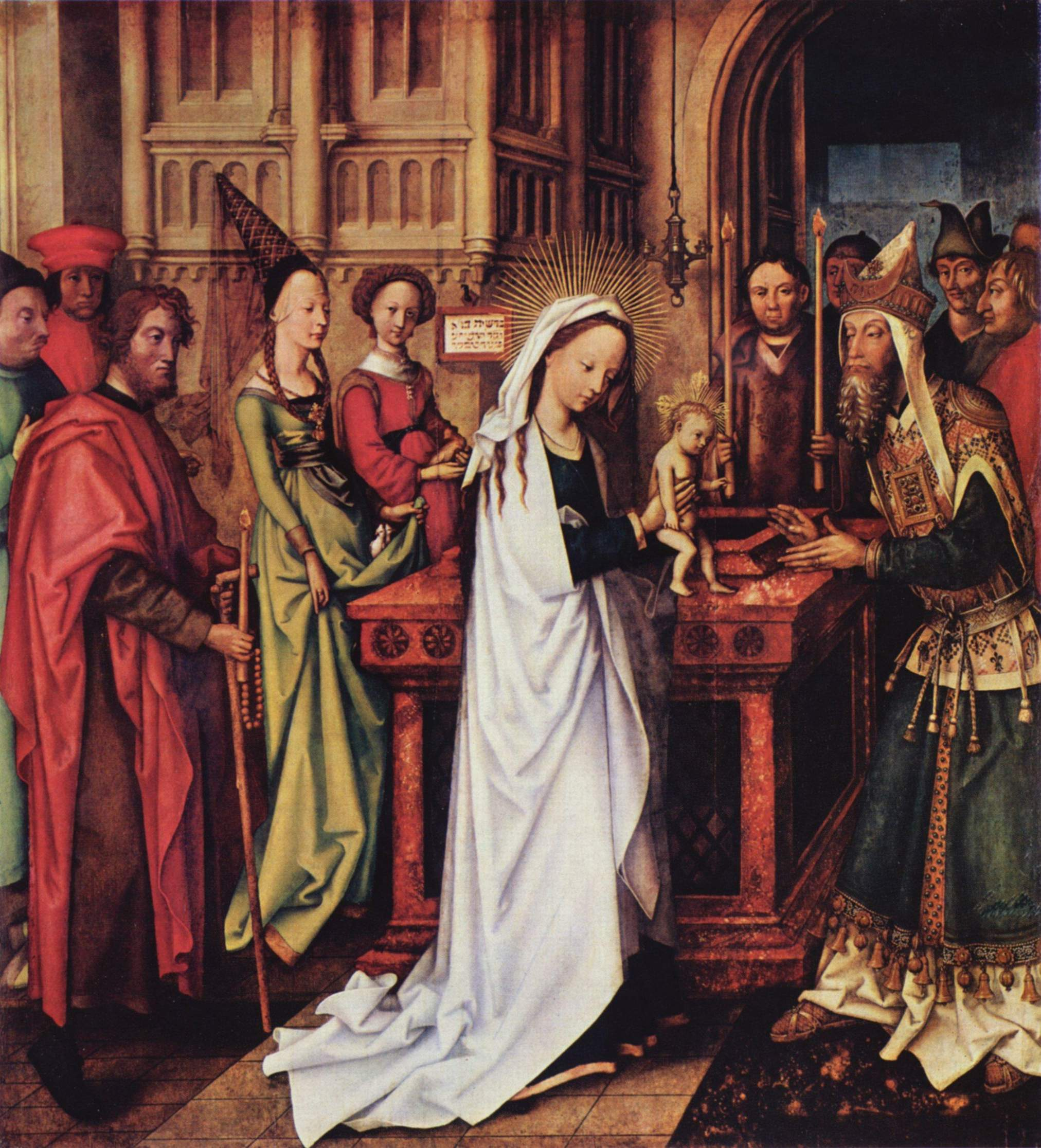
Obřízka Páně, 1500–1501, Hamburg

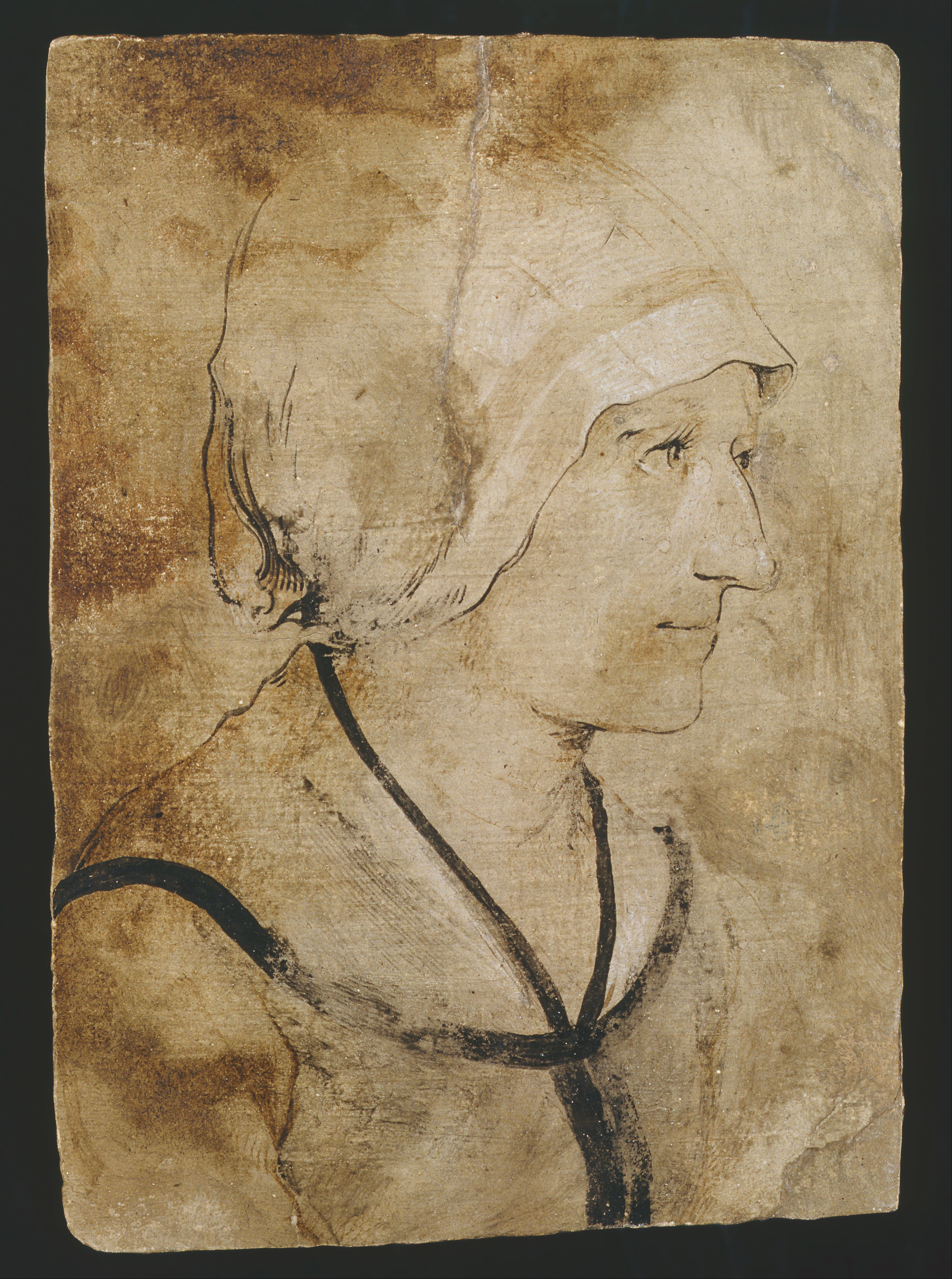
Portrét manželky kameníka, Národní galerie v Praze - Google Art Project

V Holbeinových raných dílech lze sledovat vliv jeho učitele Martina Schongauera, Rogiera van der Weydena, jehož dílo zřejmě poznal v Nizozemsku, a Hanse Memlinga. Uměleckou samostatnost projevil již ve svých nejranějších dílech, jako je Anna samatřetí (kolem 1485, Kreuzlingen). Dalším známým dílem je obraz Madona s dítětem (1492), dnes ve sbírce Julia Böhlera v Mnichově. Asi nejvýznamnějším dílem počátečního období jeho tvorby je tzv. Weingartenský oltář (1493, nyní v augsburské katedrále). Poté jej na víc než desetiletí ovlivnil van Eyck a kolínská škola. V tomto období vytvořil mj. Oltář sv. Afry a takzvané Šedé pašije z Donaueschingenu (1498), kde ve snaze o co nejvyšší harmonii barevného a tvarového účinku díla maximálně potlačil jeho barevnost. Je to dílo hlubokého soucitu a zbožnosti.
Vzhledem k návštěvám Ulmu, kde spolupracoval mj. se sochařem Michelem Erhartem, měl v této době i určitý vliv na ulmskou školu. Zda se s uměním Matthiase Grünewalda seznámil již kolem r. 1500 ve Frankfurtu nebo teprve v Alsasku, není známo.
Na začátku Holbeinova druhého malířského období (přibližně do roku 1509) stojí práce v bazilice Santa Maria Maggiore (1499) pro augsburské dominikánky. Následovaly Oltář dominikánského kostela ve Frankfurtu (1500-1501), na němž pracoval společně s bratrem Sigismundem a s Leonhardem Beckem, a hlavní oltář cisterciáckého kláštera v Kaisheimu (1502-1504). Ovšem k nejznámějším dílům patří oltář z baziliky sv. Pavla (kolem r. 1504), který je dnes umístěn v augsburské galerii, neboť je na něm vymalován umělec s oběma svými syny, Ambrosiem a Hansem. Hans starší na něm hrdě ukazuje na Hanse mladšího, jako by předpovídal jeho budoucí slávu. V této době se Holbeinovi po nějaký čas finančně dařilo, takže rodina nestrádala. Dílo tohoto období charakterizuje dramatický náboj zdůrazněný jasnými barvami spolu s živostí a výstižností výrazu. To je zřejmé hlavně na obrazu Ulricha Schwarze a jeho rodiny (kolem 1503).
Pozdní období Holbeinovy tvorby představuje např. Hohenburský oltář ze Sainte Odile v Alsasku (1509), který je dnes uložen v Národní galerii v Praze. Je již ovlivněn italskou renesancí. Holbeinovy postavy získávají renesanční tělesnost a namísto pozdně gotických dekorativních prvků se objevují renesanční motivy jako šlahouny a amorety. Patří sem i nádherný Kateřinský oltář (1512, Augsburg) a zejména Oltář sv. Šebestiána z roku 1516 (Mnichov, Alte Pinakothek), který je považován za jeho nejlepší dílo a jehož důležité části byly dlouho připisovány Hansi Holbeinovi mladšímu. Poslední Holbeinův obraz, který známe, je Studna života (1519), dnes v Národním muzeu umění v Lisabonu. Je to současně jedna z nejvýznačnějších maleb Madony ve staroněmeckém malířství.
Za svého života se Holbein těšil poměrně značnému věhlasu. Byl jedním z prvních malířů v Německu, jenž ve svých bohatých draperiích upustil od ostrých záhybů a linií a kdo přejal renesanční způsob malování pozadí. Začal používat jemnější italské výrazové prostředky, jimiž nahradil zastaralou německou přesnost a strnulost. Osvobozování obrazu, s nímž ve svém díle započal v období let 1512–1522, po něm dokončil jeho syn Hans. Stal se příkladem nejen pro něj, ale pro celou malířskou generaci 1. poloviny 16. století v čele s Albrechtem Dürerem. Jelikož však díky padělaným dokumentům a falešným podpisům bylo mnoho jeho prací připisováno právě Hansi Holbeinovi mladšímu, upadl poněkud v zapomnění. V posledních letech se však i v tomto ohledu udělal do značné míry pořádek.

### Známá díla (výběr)
- 1480 Lindauerské Pašije (nejisté), Peterskirche Lindau (Bodensee)
- 1493 Weingartener Altar, Hohe Domkirche Mariä Heimsuchung Augsburg
- 1494–1500 Šedé pašije, Staatsgalerie Stuttgart
- 1499 Oltář pro Basiliku Santa Maria Maggiore, Augsburg, nyní Staatsgalerie Altdeutsche Meister
- 1499 Epitaf sester a bratranců, Augsburg, nyní Staatsgalerie Altdeutsche Meister
- 1500–1501 Oltář dominikánského kostela, Frankfurt am Main
- 1502 Epitaf sester Walterových, Augsburg, nyní Staatsgalerie Altdeutsche Meister
- 1502 Návrhy malovaných oken: Dom zu Eichstätt (1502), St. Ulrich in Augsburg, St. Jakob in Straubing
- 1502–1504 Hlavní oltář cisterciáckého kláštera Kaisheim (1502–1504)
- 1504 Basilika San Paolo fuori le mura, Augsburg, nyní Staatsgalerie Altdeutsche Meister
- 1509 Hohenburský oltář viz níže české sbírky
- 1516 Otář sv. Šebestiána, Alte Pinakothek Mnichov
- 1516 Svatá Barbora, 150×47 cm, Alte Pinakothek, Mnichov,
- 1516 Svatá Alžběta z Durynska, 150×47 cm, Alte Pinakothek, Mnichov,
- 1516–1517 Portrét ženy, 35×26,5 cm, Basilejské muzeum umění
- 1518–1520 Portrét ženy, 24×17 cm, Museo Thyssen-Bornemisza, Madrid
- 1518–1520 Portrét muže, 24×17 cm, Museo Thyssen-Bornemisza, Madrid
- 1519 Pramen života, Museu Nacional de Arte Antiga, Lisabon

### Zastoupení v českých sbírkách
- 1509 Hohenburský oltář, dvoukřídlý: levé křídlo Smrt Panny Marie mezi sv. Šebestiánem, Lucií a Kateřinou na vnitřní straně, sv. Augustin a Tomáš na vnější straně; pravé křídlo: sv. Otilie vysvobozuje duši svého otce z očistce, okolí ní sv. Barbora, Apolena a Roch, na vnější straně sv. Ambrož a Markéta, Národní galerie v Praze[5][6]
- Portrét manželky neznámého kameníka (1505), kresba, Národní galerie v Praze